# انحياز الفرد السليم صحيا
انحياز الفرد السليم صحياً هو انحياز يمكن أن يضرّ بصحة الدراسات الوبائية التي تختبر فعالية علاجات أو تدخلات علاجية معينة. وعلى وجه التحديد، يمكن اعتبار انحياز الفرد السليم صحياً أنه انحياز استعيانيّ وهو ما يحدث عندما يكون الخاضعون لتجربة سريرية مسجلين طواعيةً ويتبعون بالفعل نظام تلك التجربة لا يمثلون عامة السكان.
فمن المتوقع أن يكون هؤلاء الأشخاص في المتوسط، أكثر صحة من غيرهم لأنهم مهتمون بصحتهم وعلى استعداد لإتباع المشورات الطبية، وهذان العاملان من شأنهما تحسين صحة الفرد.
وبمعنى آخر، يمكن القول بأن تمتع الشخص بصحة جيدة واهتمامه بصحته شرط مسبق ليكون موضعاً للدراسة، وهو تأثير يمكن أن يظهر في ظروف أخرى مثل دراسة مجموعات معينة من العمال (أي أنّه من غير المحتمل أن يحصل صاحب علة على وظيفة عامل يدوي).